# Pistol Mitralieră model 1996 RATMIL
A Pistola Mitralieră model 1996 RATMIL é uma submetralhadora de coronha dobrável, operada por blowback e com câmara para calibre 9mm Luger, usada pela polícia romena. Inicialmente desenvolvida como 9mm PM md. 96, o nome do desenvolvedor, na época RATMIL, foi adicionado ao nome para distingui-la da submetralhadora ASALT, também chamada de PM md. 96.

## Detalhes do projeto
A submetralhadora RATMIL PM md. 96 é uma arma de blowback simples, que dispara com ferrolho aberto em modo automático ou semiautomático. Possui receptor de aço estampado e revestimento curto do cano com fenda, com compensador de boca na parte frontal. O seletor manual de segurança/modo de disparo segue o modelo do fuzil de assalto Kalashnikov AK. A arma é equipada com coronha metálica dobrável lateralmente e empunhadura e guarda-mão de polímero. As miras de ferro consistem em uma alça de mira retrátil em forma de L (marcada para 50 e 100 metros) e uma massa de mira protegida.

## Operadores
- Roménia: Gendarmeria Romena

## Galeria
- RATMIL
- RATMIL com carregador inserido